# Lista de deputados estaduais da Paraíba da 1.ª legislatura
Essa é uma lista de deputados estaduais da Paraíba eleitos para o período 1947-1951.

## Composição das bancadas
| Partido | Líder                      | Bancada | Posição  |
| ------- | -------------------------- | ------- | -------- |
| UDN     | Álvaro Gaudêncio           | 21 / 37 | Governo  |
| PSD     | Odon Bezerra Cavalcanti    | 14 / 37 | Oposição |
| PTB     | Antônio Pereira de Almeida | 1 / 37  | Oposição |
| PCB     | João Santa Cruz            | 1 / 37  | Oposição |

## Deputados estaduais
| Número | Deputados federais eleitos               | Partido | Votação | Percentual | Cidade onde nasceu | Unidade federativa |
| 41623  | Rui Carneiro                             | PSD     | 6.401   | 4,26%      | Pombal             | Paraíba            |
| 22836  | Renato Ribeiro Coutinho                  | UDN     | 5.898   | 3,92%      | Sapé               | Paraíba            |
| 22480  | Luís Gonzaga de Oliveira Lima            | UDN     | 3.137   | 2,08%      | Esperança          | Paraíba            |
| 22156  | Praxedes da Silva Pitanga                | UDN     | 2.994   | 1,99%      | Itaporanga         | Paraíba            |
| 41677  | Djalma Leite Ferreira                    | PSD     | 2.976   | 1,98%      | Bayeux             | Paraíba            |
| 22910  | Isaias Silva                             | UDN     | 2.936   | 1,95%      | João Pessoa        | Paraíba            |
| 22815  | João Feitosa Ventura                     | UDN     | 2.764   | 1,84%      | Queimadas          | Paraíba            |
| 22256  | Jacob Guilherme Frantz                   | UDN     | 2.739   | 1,82%      | Rio Pardo          | Rio Grande do Sul  |
| 41218  | Balduíno Minervino de Carvalho           | PSD     | 2.718   | 1,81%      | Itaporanga         | Paraíba            |
| 22431  | Antônio Nominando Diniz                  | UDN     | 2.656   | 1,76%      | Princesa Isabel    | Paraíba            |
| 22558  | João Guimarães Jurema                    | UDN     | 2.551   | 1,69%      | Cajazeiras         | Paraíba            |
| 22421  | Clóvis Bezerra Cavalcanti                | UDN     | 2.529   | 1,68%      | Bananeiras         | Paraíba            |
| 22843  | Antônio de Paiva Gadelha                 | UDN     | 2.467   | 1,64%      | Sousa              | Paraíba            |
| 22362  | Hildebrando Assis                        | UDN     | 2.495   | 1,66%      | Guarabira          | Paraíba            |
| 22135  | Francisco Seráfico da Nóbrega Filho      | UDN     | 2.384   | 1,58%      | Santa Luzia        | Paraíba            |
| 41103  | Octacílio Nóbrega de Queiroz             | PSD     | 2.368   | 1,57%      | Patos              | Paraíba            |
| 22337  | José Fernandes Filho                     | UDN     | 2.343   | 1,56%      | Mamanguape         | Paraíba            |
| 22776  | Flávio Ribeiro Coutinho                  | UDN     | 2.339   | 1,55%      | Pilar              | Paraíba            |
| 41692  | Odon Bezerra Cavalcanti                  | PSD     | 2.322   | 1,54%      | Bananeiras         | Paraíba            |
| 22577  | Pedro Augusto de Almeida                 | UDN     | 2.321   | 1,54%      | Catolé do Rocha    | Paraíba            |
| 22455  | Álvaro Gaudêncio de Queiroz              | UDN     | 2.290   | 1,52%      | São João do Cariri | Paraíba            |
| 22410  | Antônio Bezerra Cabral                   | UDN     | 2.266   | 1,50%      | Umbuzeiro          | Paraíba            |
| 22246  | Hiati Leal                               | UDN     | 2.247   | 1,49%      | Cabedelo           | Paraíba            |
| 41945  | João Fernandes de Lima                   | PSD     | 2.206   | 1,46%      | Mamanguape         | Paraíba            |
| 22208  | José de Sousa Arruda                     | UDN     | 2.145   | 1,42%      | São Bento          | Paraíba            |
| 41478  | Severino Ismael de Oliveira              | PSD     | 2.139   | 1,42%      | Caiçara            | Paraíba            |
| 41524  | Inácio José Feitosa                      | PSD     | 2.113   | 1,40%      | Monteiro           | Paraíba            |
| 41195  | Osvaldo Pessôa Cavalcanti de Albuquerque | PSD     | 2.106   | 1,40%      | Umbuzeiro          | Paraíba            |
| 22798  | Antônio Batista Santiago                 | UDN     | 2.105   | 1,40%      | Itabaiana          | Paraíba            |
| 41514  | Tertuliano Correia da Costa Brito        | PSD     | 2.040   | 1,35%      | São João do Cariri | Paraíba            |
| 22712  | Ivan Bichara                             | UDN     | 1.990   | 1,32%      | Cajazeiras         | Paraíba            |
| 41371  | Ageu de Castro                           | PSD     | 1.914   | 1,27%      | Campina Grande     | Paraíba            |
| 41396  | Lindolfo Pires Ferreira Júnior           | PSD     | 1.907   | 1,27%      | Sousa              | Paraíba            |
| 41359  | Bernardino Soares Barbosa                | PSD     | 1.870   | 1,24%      | Santa Rita         | Paraíba            |
| 41281  | Pedro Gondim                             | PSD     | 1.832   | 1,22%      | Alagoa Nova        | Paraíba            |
| 20688  | João Santa Cruz de Oliveira              | PCB     | 1.654   | 1,10%      | João Pessoa        | Paraíba            |
| 14278  | Antônio Pereira de Almeida               | PTB     | 1.162   | 0,77%      | Boa Vista          | Paraíba            |